# Oroslan
Oroslan je slovenski celovečerni dramski film iz leta 2019.  
Scenarij je nastal po kratki zgodbi Pa ravno tako je bilo Zdravka Duše, ki se dogaja v Tolminu. Naredila je močan vtis na režiserja Ivanišina ter ga začela spominjati na nekoga, ki ga je poznal.
V vlogah vaščanov razen Margit Gyecsek, Milivoja Mikija Roša in Dejana Spasića nastopajo naturščiki. Film je bil posnet s 16 mm kamero v Gornjem Seniku. Po besedah Ivanišina Oroslanov svet ni socialni realizem, ampak je skrajno poetičen. Z izbiro filmskega traku sta Ivanišin in Božič hotela doseči občutek brezčasnosti.

### Zgodba
V drami, ki posnema slog etnografskih dokumentarcev, prebivalci maloštevilne in odročne porabske vasi pripovedujejo o pokojnem Oroslanu, neporočenem moškem, ki je delal v mesnici, trpel za epilepsijo in rad posedel v gostilni. Pričevanja podkrepijo črnobele fotografije pokojnika in njegovega brata v mladih letih.
Film je razdeljen na tri poglavja. Prvo prikaže razvoz hrane, drugo pa nem odziv skupnosti na Oroslanovo smrt. Neka gospa opazi njegovo nepobrano menažko s hrano, gre v gostilno po pomoč in do pokojnika, ki ga gledalec ne vidi, stopita dva mlajša gosta, nato pa še policisti in pogrebniki. Ko odnesejo njegovo truplo, njegova prijateljica Eva zapahne vrata.
Ivanišina v filmu ponazarja Spasić v vlogi ljubljanskega kamermana, ki v vas pride z Oroslanovim bratom, ki se je odzval na novico o bratovi smrti.

## Financiranje
Delovni naslov projekta je bil Zadušnica. Ocenjen je na 622.340 evrov. Podprli so ga Slovenski filmski center (340.000 evrov), Češki filmski sklad (800.000 kč oz. pribl. 30.963 evrov) in mestna občina Maribor. Tehnične usluge je nudil Viba film (144.950 evrov). Producenta sta bila Miha Černec (Staragara) in Jordi Niubó (I/O post).

## Odziv kritikov in gledalcev

### Kritiki
- Ciril Oberstar je pohvalil kvalitetno pripoved natuščikov, ki daje vtis žive vaške skupnosti.[3]

- Igorju Harbu je bilo všeč, da se film neprijetnih tem loti brez zamorjenosti, pomilovanja in neprimernega humorja (ocena: 4).[10]
- Vid Šteh je napisal, da je film dolgočasen, pretenciozen, neganljiv, obsojen na pozabo ter poln nepotrebnih prizorov in izpovedi (ocena: 4 od 10).[11]

### Obisk v kinu
Film si je ogledal 601 gledalec.

## Zasedba
- Milivoj Miki Roš: Dušan Zrim,[6] Oroslanov brat
- Dejan Spasić: snemalec
- Gregor Prah
- Ana Duša
- Lara Vouk
- Margit Gyecsek

## Ekipa
- fotografija: Gregor Božič
- glasba: Branko Rožman in Ivan Antić
- montaža: Matic Drakulić
- zvok: Julij Zornik

## Nagrade
- 2021: nagrada Prešernovega sklada za celovečerni film: Matjaž Ivanišin
- 2020: Štigličev pogled za režijo: Matjaž Ivanišin (Društvo slovenskih režiserjev)
- Glazerjeva listina: Matjaž Ivanišin (mestna občina Maribor)

### Festival slovenskega filma 2019
- vesna za stransko vlogo: Milivoj Roš

### Nominacije
- iris za fotografijo (Združenje filmskih snemalcev Slovenije)

## Izdaje na nosilcih
- Oroslan. video DVD. [Črni Vrh nad Idrijo] : Demiurg, 2020